# Olympische Sommerspiele 1920/Wasserspringen
Bei den VII. Olympischen Spielen 1920 in Antwerpen fanden fünf Wettbewerbe im Wasserspringen statt, davon drei für Männer und zwei für Frauen. Austragungsort war das Stade Nautique d’Anvers.

## Bilanz

### Medaillenspiegel
| Platz | Land               | Gold | Silber | Bronze | Gesamt |
| ----- | ------------------ | ---- | ------ | ------ | ------ |
| 1     | Vereinigte Staaten | 3    | 2      | 3      | 8      |
| 2     | Schweden           | 1    | 2      | 2      | 5      |
| 3     | Dänemark           | 1    | –      | –      | 1      |
| 4     | Großbritannien     | –    | 1      | –      | 1      |

### Medaillengewinner
| Konkurrenz                  | Gold              | Silber            | Bronze        |
| --------------------------- | ----------------- | ----------------- | ------------- |
| Kunstspringen (1 m und 3 m) | Louis Kuehn       | Clarence Pinkston | Louis Balbach |
| Turmspringen (5 m und 10 m) | Clarence Pinkston | Erik Adlerz       | Harry Prieste |
| Turmspringen (3 m und 10 m) | Arvid Wallman     | Nils Skoglund     | John Jansson  |

| Konkurrenz                  | Gold             | Silber           | Bronze       |
| --------------------------- | ---------------- | ---------------- | ------------ |
| Kunstspringen (1 m und 3 m) | Aileen Riggin    | Helen Wainwright | Thelma Payne |
| Turmspringen (4 m und 8 m)  | Stefanie Clausen | Eileen Armstrong | Eva Olliwier |

## Ergebnisse Männer

### Kunstspringen (1 m und 3 m)
| Platz | Land | Sportler          | Platz- ziffer | Punkte |
| ----- | ---- | ----------------- | ------------- | ------ |
| 1     | USA  | Louis Kuehn       | 10            | 675,40 |
| 2     | USA  | Clarence Pinkston | 11            | 655,30 |
| 3     | USA  | Louis Balbach     | 15            | 649,50 |
| 4     | SWE  | Gustaf Blomgren   | 19            | 587,05 |
| 5     | SWE  | Gunnar Ekstrand   | 27            | 559,25 |
| 6     | SWE  | John Jansson      | 34            | 544,75 |
| 7     | BRA  | Adolfo Wellisch   | 19            | 522,85 |
| 8     | SWE  | Oscar Dose        | 20            | 543,70 |

Datum: 26. und 27. August 1920 

14 Teilnehmer aus 9 Ländern

### Turmspringen (5 m und 10 m)
| Platz | Land | Sportler          | Platz- ziffer | Punkte |
| ----- | ---- | ----------------- | ------------- | ------ |
| 1     | USA  | Clarence Pinkston | 07            | 503,30 |
| 2     | SWE  | Erik Adlerz       | 10            | 495,40 |
| 3     | USA  | Harry Prieste     | 16            | 468,65 |
| 4     | SWE  | Gustaf Blomgren   | 23            | 453,80 |
| 5     | SWE  | Yngve Johnson     | 27            | 424,00 |
| 6     | USA  | Louis Balbach     | 28            | 424,00 |
| 7     | BRA  | Adolfo Wellisch   | 29            | 423,80 |
| 8     | SWE  | Gunnar Ekstrand   | 20            | 402,80 |

Datum: 28. und 29. August 1920 

15 Teilnehmer aus 7 Ländern

### Turmspringen (3 m und 10 m)
| Platz | Land | Sportler        | Platz- ziffer | Punkte |
| ----- | ---- | --------------- | ------------- | ------ |
| 1     | SWE  | Arvid Wallman   | 07            | 183,5  |
| 2     | SWE  | Nils Skoglund   | 08            | 183,0  |
| 3     | SWE  | John Jansson    | 16            | 175,0  |
| 4     | SWE  | Erik Adlerz     | 19            | 173,0  |
| 5     | FIN  | Yrjö Valkama    | 23            | 167,5  |
| 6     | DEN  | Herold Jansson  | 27            | 159,0  |
| 7     | BEL  | Fernand Sauvage | 34            | 148,5  |
| 8     | BRA  | Adolfo Wellisch | 37            | 153,0  |

Datum: 22. bis 25. August 1920 

22 Teilnehmer aus 11 Ländern

## Ergebnisse Frauen

### Kunstspringen (1 m und 3 m)
| Platz | Land | Sportlerin       | Platz- ziffer | Punkte |
| ----- | ---- | ---------------- | ------------- | ------ |
| 1     | USA  | Aileen Riggin    | 09            | 539,9  |
| 2     | USA  | Helen Wainwright | 09            | 534,8  |
| 3     | USA  | Thelma Payne     | 12            | 534,1  |
| 4     | USA  | Aileen Allen     | 20            | 489,8  |

Datum: 29. August 1920 

4 Teilnehmerinnen aus 1 Land

### Turmspringen (4 m und 8 m)
| Platz | Land | Sportlerin       | Platz- ziffer | Punkte |
| ----- | ---- | ---------------- | ------------- | ------ |
| 1     | DEN  | Stefanie Clausen | 06            | 173,0  |
| 2     | GBR  | Eileen Armstrong | 10            | 155,5  |
| 3     | SWE  | Eva Olliwier     | 11            | 148,5  |
| 4     | GBR  | Isabelle White   | 18            | 158,5  |
| 5     | USA  | Aileen Riggin    | 20            | 157,0  |
| 6     | USA  | Betty Grimes     | 30            | 133,5  |
| 7     | NOR  | Ragnhild Larsen  | 16            | 152,0  |
| 8     | AUS  | Lily Beaurepaire | 19            | 147,5  |

Datum: 24. bis 29. August 1920 

15 Teilnehmerinnen aus 6 Ländern